# Illa de Bonny
Bonny és una illa africana que a l'extrem sud de l'estat de Rivers, al delta del Níger, al sud de Nigèria, enfront de la ciutat d'Ubani i és propera a la ciutat de Port Harcourt. A la dècada de 1990 el Govern Federal de Nigèria, en col·laboració amb les multinacionals petrolíferes, Shell Gas BV, CLEAG Limited i AGIP International BV va iniciar un projecte multimilionari de gas natural liquat a Nigèria, Nigeria LNG. Degut a la seva posició estratègica, l'illa alberga diverses companyies petrolieres: Royal Dutch Shell, Mobil, Chevron Corporation, Agip i Elf Aquitaine. Entre l'illa de Bonny i Port Harcourt hi ha servei de ferri.